# De Geer (adels- og patricierslægt)
De Geer er en svensk og finsk adelsslægt, der oprindeligt var en patricierslægt i Belgien (Nederlandene).

## Svensk og finsk adel
De Geer–slægten kom til Sverige i 1627. I 1641 blev den anerkendt som Sverige-Finlands adelsslægt nummer 291. I Finland fik adelsslægten De Geer senere nummer 26.
I 1700-tallet blev flere grene af slægten friherrer (baroner). I 1800-tallet blev to grene af slægten optaget i henholdsvis den finske og den svenske grevestand.
De Geer af Tervik blev friherreslægt nummer 271 i 1766. I 1809 blev De Geer af Tervik Finlands greveslægt nummer 3, men den sidste finske greve døde allerede i 1855.
Ridderfamilien De Geer Finlands er adelsslægt nummer 26. Disse riddere udvandrede til USA i 1925.
De Geer af Leufsta blev friherreslægt nummer 253 i 1773. De blev Sveriges greveslægt nummer 131 i 1818.
De Geer af Finspång blev friherreslægt nummer 312 i 1797.

## Kendte medlemmer af slægten
- Louis De Geer (1587-1652) (kaldt Louis De Geer den ældre) var én af grundlæggerne af den svenske storindustri.
- Gerard De Geer (1858-1943) af Finspång var geolog.
- Louis Gerard De Geer af Finspång var Sveriges første statsminister 1876–1880.
- Gerhard Louis De Geer, statsminister i 1920–1921.
- Marianne De Geer (1893 – 1978), gift med Carl Bernadotte af Wisborg (1890–1977) (søn af Oscar Bernadotte).